# Stieglitzakademin

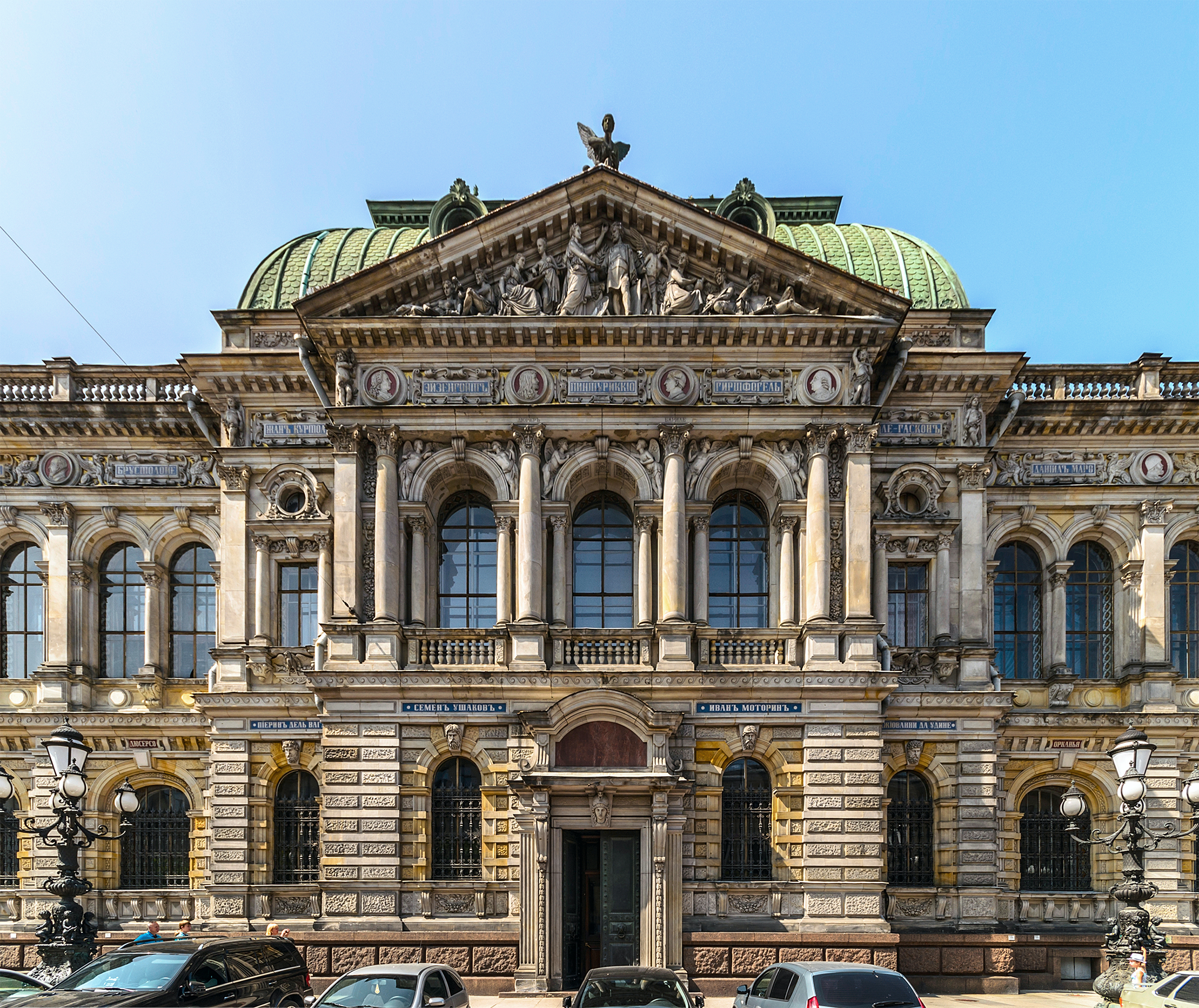
Huvudentrén

Stieglitzakademin (ryska: Академия Штиглица), officiellt Sankt Petersburgs konstindustriella akademi uppkallad efter A.L. Stieglitz (ryska: Санкт-Петербургская художественно-промышленная академия имени А. Л. Штиглица), efter mecenaten, bankiren Alexander von Stieglitz (1814–1884), är en konsthögskola i Sankt Petersburg i Ryssland. Skolan är inriktad mot måleri, formgivning och design.
Skolan hade tidigare, bland annat, namnet "The Mukhina Art Institute Sankt-Petersburg" efter den ryska konstnären Vera Muchina.